# 抢婚
抢婚，也称掠夺婚、抢亲、抢妻、绑婚、偷姑娘，中国古时也称夺室、夺亲、劫亲、师婚，是指用暴力、威胁的手段强迫受害人与其建立婚姻的行为。

## 概述
抢婚产生于原始社会末期，为对偶婚向单偶婚转变的标志。抢婚的受害者和加害者不分男女，但进入父系社会以后，抢婚的加害者一般认为是男性，受害者一般是女性。抢婚自古有之，在世界各地有着悠久的历史，被认为在古代社会广泛存在。现代社会，抢婚现象在一些国家和地区依然遗存。在部份地區，現代雖然已經以戀愛結婚為主流，但男女双方共同协定的抢婚儀式仍在婚禮中作為習俗保留。
在中国西南地区的少数民族社会中，抢婚是公认的、特殊却有效的婚姻缔结仪式，多数情况下是以自由恋爱为基础，男女双方商量好的一种婚嫁方式。被抢的女方不一定不乐意，也不一定是富人抢穷人，部分抢婚的原因则是男方家庭经济贫困，不能提供足够的彩礼。